# Herb Knurowa
Herb Knurowa – jeden z symboli miasta Knurów w postaci herbu.

## Wygląd i symbolika
Herb przedstawia na tarczy gotyckiej trójdzielnej: w polu pierwszym, czerwonym biały orzeł dzielony w pas, ze złotą otwartą koroną na głowie oraz złotym orężem, zwrócony w prawo. W polu drugim, białym czarna kopalniana wież wyciągowa, obok dwa budynki fabryczne czarne nakryte czerwonymi spadzistymi dachami z dwoma oknami każdy. W polu trzecim błękitnym są skrzyżowane: kosa i grabie zwrócone ku górze, po bokach dwie gwiazdy, u dołu krzyż łaciński, wszystko barwy złotej.
Ukoronowany biały orzeł przecięty wpół na czerwonym, podkreśla przynależność Knurowa do Państwa Polskiego a jednocześnie nawiązuje do historii Knurowa w okresie międzywojennym, kiedy była to miejscowość nadgraniczna. Wieża wyciągowa i budynki fabryczne symbolizują przemysłowy charakter miasta, natomiast narzędzia rolnicze sięgają do dawniejszej historii, kiedy Knurów był typowo rolniczą wsią. Narzędzia rolnicze były też w godle gminnym Szczygłowic – obecnie dzielnicy Knurowa. Dwie gwiazdy i krzyż według knurowian miały symbolizować dawny podział wsi na dworską, gminną i kościelną. Natomiast złoto – błękitne barwy nawiązują do barw herbu województwa śląskiego, a w szerszym kontekście do barw herbu Piastów górnośląskich, którzy przyczynili się do powstania wsi.

## Historia

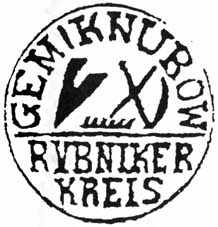
Pieczęć używana do 1902

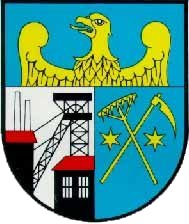
Herb obowiązujący do 1990 roku

Herb Knurowa w latach 1990-2018

Symbolika herbu Knurowa wywodzi się z dawnych pieczęci gminnych. W XIX wieku Knurów był osadą, a następnie gminą w powiecie rybnickim. Z tego okresu pochodzi pierwsza pieczęć gminna, używana do 1902. Obok adaptowanych później w herbie miasta symboli, przedstawiała również lemiesz od pługa, a napis w otoku brzmiał: „Gem Knurow Rybniker Kreis” (pol. gmina Knurów powiat rybnicki).
Po zmianie przynależności państwowej, gdy Knurów znalazł się w Polsce, w województwie śląskim, symbolika pozostała niezmieniona, zmienił się jedynie język napisu w otoku, na polski.
W związku z przekształceniem się Knurowa z ośrodka rolniczego na osiedle górnicze, władze gminy zdecydowały się na zmianę gminnych symboli. Nastąpiło to w październiku 1926, kiedy uchwalono nowy wzór gminnego godła i pieczęci. Zachowano pierwotne symbole odnoszące się do rolnictwa, dodając symbol krzyża. Dodano symbole górnicze – wizerunek budynków kopalni, a w górnym polu wizerunek orła górnośląskiego w koronie. Poprzedni tekst w otoku: „Gmina Knurów Powiat Rybnicki” zmieniono na „Gmina Knurów Pow. Rybnik Woj. Śl.”. Pieczęcie z takim godłem były używane do wybuchu II wojny światowej, a przez kasę gminną jeszcze w 1947. Po uzyskaniu przez Knurów praw miejskich herb miasta oparto na wzorze tej pieczęci, pozbawiając go jednak symboli krzyża i korony. W 1990 roku przywrócono krzyż, natomiast orzeł górnośląski został zastąpiony orłem białym (niezgodnie z zasadami heraldyki).
Obecny wizerunek herbu został przyjęty Uchwałą nr LV/731/18 Rady Miasta Knurów z dnia 17 października 2018.